# The Eraser
The Eraser este albumul de debut în cariera solo a vocalistului trupei Radiohead, Thom Yorke, lansat în iulie 2006 de casa de discuri XL Recordings.

## Listă de piese
1. "The Eraser" – 4:55
2. "Analyse"  – 4:02
3. "The Clock"– 4:13
4. "Black Swan" – 4:49
5. "Skip Divided" – 3:35
6. "Atoms for Peace" – 5:13
7. "And It Rained All Night" – 4:15
8. "Harrowdown Hill" – 4:38
9. "Cymbal Rush" – 5:15